# 費爾維尤 (紐約州達奇斯縣)
費爾維尤（英語：Fairview）是位於美國紐約州達奇斯縣的普查規定居民點。

## 人口
根據2020年美國人口普查的數據，費爾維尤的面積為9.09平方千米，當中陸地面積為8.90平方千米，而水域面積為0.19平方千米。當地共有人口5475人，而人口密度為每平方千米602.31人。